# Civilization III
Sid Meier's Civilization III (abreujat Civilization III, Civ3 o CIII) és el tercer lliurament de la saga de videojocs d'estratègia per torns Civilization, llançat al mercat americà el 30 d'octubre de 2001. Compta amb 2 expansions: Play the world i Conquests.

## Novetats respecte a Civ II
En aquesta edició es va crear els conceptes de cultura i Zona d'influència, aquest últim com el resultat del creixement del primer. La "cultura" es guanya per mitjà de la construcció, ja sigui d'estructures que generen cultura a les ciutats com temples, catedrals, colosseus, biblioteques, etc., o per mitjà de meravelles del món, que generen molta més cultura que la construcció d'una estructura simple. La cultura es guanya per torns i, en arribar a certs nivells, s'amplia el rang de cobertura de la zona d'influència de la ciutat en qüestió. La Zona d'influència o "territori" es refereix a la zona en la qual s'exerceix sobirania per part d'una nació (més específicament, es refereix a la suma de les zones d'influència de les ciutats). Com normalment les ciutats tendeixen a estar agrupades (almenys al principi del joc), es forma gairebé un país el qual es considera territori de la nació i té una sèrie d'avantatges: 
- Els camins o vies fèrries solament funcionen per a les tropes de la mateixa nació o per a les tropes de països amics amb autorització de lliure circulació. La construcció de camins o les seves evolucions beneficia de gran manera a la nació local, ja que pot moure unitats ràpidament o enviar reforços al front en cas de guerra, mentre que una nació enemiga no es pot aprofitar de la reducció del cost de moviment en camins o ferrocarrils dels quals no en sigui propietària.
- No és possible fundar ciutats noves en territoris d'una altra nació. D'aquesta manera s'evita el problema de tenir enemics que funden ciutats en mig del territori nacional propi, a més del fet que proveïx més seguretat per a les ciutats. en tenir una àrea única on no hauria d'haver tropes enemigues de cap tipus.
- Traspassar el territori d'una altra nació es considera un acte d'agressió. En les anteriors versions de Civilization es podia presumir quan una àrea era territori enemic, per la simple proximitat a ciutats (territori proper o adjacent a ciutats), però al Civilization III està correctament demarcat per a evitar inconvenients. Això afecta els atacs marítims i amfibis, ja que ara els vaixells han de mantenir-se, fins i tot en el mar, fora del territori (marítim) de la nació.
- Es va crear el concepte de recursos que pot ser de tres tipus:
  - Recursos estratègics: Són els elements de la natura que es necessiten per a construir certs tipus d'armes i, per tant, certs tipus d'unitats. Per exemple, una civilització pot conèixer el maneig del ferro, però si no té almenys una mina de ferro no podrà mai crear cap unitat que requereixi el recurs del ferro, com per exemple, la creació d'una unitat d'espadatxins. Un altre exemple anàlog són els cavalls; si una civilització no posseeix el recurs estratègic dels cavalls, no serà possible construir unitats com els genets o les cavalleries.
  - Recursos de luxe: Són recursos que aporten felicitat als ciutadans d'una civilització, raó per la qual en el joc se'ls coneix com a "Luxes", és a dir, béns preuats per a la població, com poden la seda o els diamants.
  - Recursos addicionals: Són recursos que no aporten felicitat ni són indispensables per a la producció de certes unitats, sinó que augmenten algun dels ingressos de cada "casella de joc", com l'or, que augmenta justament la quantitat d'or que proveeix aqueixa casella, el blat que augmenta l'aliment, etc.

- Es va crear el concepte de comerç a major nivell que en les versions anteriors. A diferència de les versions I i II, on solament existien caravanes i rutes comercials, ara el comerç és més específic. Es poden fer "bloquejos comercials" amb les nacions aliades per a evitar que alguna d'elles comerciï amb una altra. Igualment, és possible fer acords comercials amb altres ancions, en els quals es pot comprar i vendre pràcticament qualsevol concepte, des de la compra d'una ciutat (generalment les nacions no venen les seves ciutats però en cas d'estar fortament atacades poden accedir a fer-ho) fins a la compravenda de recursos estratègics o de luxe.

- Es va crear el concepte de transport aeri. Ara, quan hi ha aeroports entre ciutats, és possible traslladar d'una ciutat a una altra, sense importar la distància, una unitat per torn entre dos aeroports, tret que existeixi un bloqueig aeri per part de tropes enemigues, és a dir, que unitats d'una nació enemiga (en guerra) es trobin a la rodalia de la ruta per on viatjarien els transports.

- Es va crear el concepte de bloqueig naval. Per a construir rutes comercials marítimes es necessita línia de visió entre les ciutats (costaneres) participants. Si existeixen tropes navals d'una nació enemiga (en guerra) en la ruta, es considera bloqueig naval i se suspèn la ruta de comerç.

- Es va crear el concepte d'exèrcit. D'aquesta manera, és possible agrupar tres o fins a quatre unitats (si s'ha fet la petita meravella anomenada El Pentàgon) que, per a efectes de resistència i desplaçament, seran com una sola unitat. Els exèrcits es poden crear solament amb un Gran Líder o si la civilització ha creat la petita meravella anomenada Acadèmia militar. Els grans líders neixen de batalles en què una unitat d'elit surt vencedora.

- Es va crear el concepte d'Edat Daurada, que és un període de 20 torns en què la producció i el comerç reben una gran bonificació. Aquesta es genera per la victòria d'una "unitat única" o per la construcció d'una meravella del món determinada.

- Es va crear el concepte de "petita meravella" o "meravella nacional", que, a diferència de les grans meravelles, poden ser construïdes per totes les civilitzacions a la vegada, com per exemple: El Pentàgon, el Projecte Apollo, l'Epopeia heroica, el Palau Prohibit, etc.

- Es va crear el concepte de "gran líder" (que seria millorat en Civilization 4), que solen aparèixer ocasionalment després d'una victòria per part d'una unitat d'elit o després de ser el primer a descobrir un avanç científic (Sol Civilization Conquest).

- A més, van afegir-se característiques extres per a cada civilització; per exemple, els xinesos foren considerats militaristes i industrialistes, fet que els permet construir quarters amb major facilitat, les seues unitats militars guanyen experiència amb més facilitat, els seus treballadors construeixen millores de terrenys en menys temps, i tenen un lleuger bonus de producció. Altra característica agregada a cada civilització és una unitat militar pròpia que solament aqueixa civilització pot construir; per exemple els japonesos poden crear samurais, els asteques els seus guerrers jaguar, els nord-americans els seus caces F15, els romans els seus legionaris, etc.

## Expansions
- Play the world, primera expansió del Civilization III, porta l'opció de joc en mode multijugador amb la característica principal que és possible jugar-lo en temps real i no basat en torns com les anteriors versions. A més de noves unitats i imatges, inclou dos nous modes de joc: regicidi i eliminació. En regicidi, existeix una nova unitat, el rei o la reina, i l'objectiu del joc és destruir el monarca enemic. En eliminació, per destruir una civilització no només has de conquerir totes les seves ciutats, sinó eliminar totes les seves unitats.

- Conquest, segona expansió, inclou més mapes, nous tipus de govern (Feixisme, Imperialisme, Consell Tribal, Feudalisme), nous especialistes en la ciutat (unitats de policia i enginyers civils), més recursos, meravelles i civilitzacions, noves característiques del mapa (com volcans) i algunes noves habilitats per a certes unitats com són l'esclavisme i l'atac silenciós (stealth attack).